# Синицино (платформа)
Сини́цино — остановочный пункт Приволжской железной дороги на электрифицированной линии Ртищево — Саратов, расположен в Аткарском районе Саратовской области. Грузовые и пассажирские операции не производятся.